# Water Circle
Water Circle —en españolː Círculo de agua— es el segundo demo EP de la banda de rock irlandesa The Cranberries Saw Us, posteriormente conocidos como The Cranberries. Fue publicado en agosto de 1990, siete meses después del lanzamiento de Anything, el primer EP del grupo. Fue la primera grabación en la que participó Dolores O'Riordan luego de quedarse con el puesto de vocalista por medio de una audición tras la partida de Niall Quinn, voz original de la agrupación.
Editado de manera independiente por la pequeña discográfica Xeric Records, fue grabado en los Estudios Xeric en Limerick, Irlanda, que eran propiedad de Pearse Gilmore  quien por segunda vez ejercería de productor tras realizar la misma labor en el anterior EP de The Cranberry Saw Us.
Todas las canciones que componen Water Circle fueron escritas por O'Riodan y Noel Hogan, entre las que se incluyó la primera versión de «Linger», que fue la primera canción que O'Riordan escribió estando en la banda y que sería el tema que pocos años después los catapultaría a la fama.
El material fue lanzado únicamente en formato casete y se utilizó como un demo enviado a distintas compañías discográficas importantes, provocando un enorme interés por parte de estas, específicamente por «Linger».
Para promocionar Water Circle The Cranberries aparecieron en el programa de televisión irlandés On The Waterfront, en donde interpretaron «Linger», presentados por Robert Arkins y Felim Gormley de The Commitments. La actuación fue grabada y posteriormente transmitida en 1992.
En 2018 las cuatro canciones del EP fueron incluidas en la reedición especial del 25° aniversario de Everybody Else Is Doing It, So Why Can't We?, el primer álbum de estudio de The Cranberries.

## Lista de canciones
| Lado A |          |                               |          |  |
| N.º    | Título   | Escritor(es)                  | Duración |  |
| 1.     | «Sunday» | Dolores O'Riordan, Noel Hogan | 4:55     |  |
| 2.     | «Linger» | O'Riordan, Hogan              | 5:08     |  |

| Lado B |               |                  |          |  |
| N.º    | Título        | Escritor(es)     | Duración |  |
| 1.     | «Crown Paint» | O'Riordan, Hogan | 3:38     |  |
| 2.     | «A Fast One»  | O'Riordan, Hogan | 3:29     |  |

## Créditos
The Cranberry Saw Us
- Dolores O'Riordan - Voz y coros.
- Noel Hogan - Guitarra.
- Mike Hogan - Bajo eléctrico.
- Fergal Lawler - Batería.

Personal técnico
- Pearse Gilmore - Productor